# Porttikoski (fors, lat 67,30, long 26,70)
Porttikoski är en fors i Finland. Den ligger i Sodankylä i landskapet Lappland, i den norra delen av landet, 800 km norr om huvudstaden Helsingfors. Porttikoski ligger 182 meter över havet.
Terrängen runt Porttikoski är platt.  Trakten runt Porttikoski är nära nog obefolkad, med mindre än två invånare per kvadratkilometer. Närmaste större samhälle är Sodankylä, 13,6 km norr om Porttikoski. 